# فریتز موروشات
فریتز موروشات (انگلیسی: Fritz Mauruschat; ۱۹ دسامبر ۱۹۰۱ – ۱۹۷۴ (۷۲−۷۳ سال)) بازیکن فوتبال اهل آلمان بود.
از باشگاه‌هایی که در آن بازی کرده‌است می‌توان به باشگاه فوتبال آینتراخت فرانکفورت اشاره کرد.